# Cecilia Hermansson
Monika Cecilia Hermansson, född 22 november 1962, är en svensk ekonom.

## Biografi
Hermansson studerade vid Handelshögskolan i Stockholm till civilekonom och erhöll en masterexamen 1991. Hon disputerade 2015 vid Tekniska högskolan (KTH) med en avhandling om hur bankers rådgivning påverkar bankkunders sparbeteende. Mellan 2016 och 2019 finansierades hennes post-doc av Jan Wallanders och Tom Hedelius stiftelse.  
Hon har varit ekonom vid Sida 1990–1996, inklusive en tjänstgöring vid svenska ambassaden i Nairobi 1992–1995, i finansdepartementet 1996–1999, och var Swedbanks chefsekonom/seniorekonom 1999–2013. Hon blev gästforskare  på KTH 2015, och är sedan 2018 anställd som forskare inom fastighetsekonomi och finans på KTH. Hon erhöll en docentur i företagsekonomi vid KTH 2021. 
Hon utsågs till ledamot av Industrins ekonomiska råd 2011, och var dess ordförande 2015-2017. Hon var ledamot av Finanspolitiska rådet 2015-2018, och blev ordförande i Klimatpolitiska rådet i september 2022, efter att ha varit vice ordförande sedan januari 2021. Den 1 juli 2023 efterträddes hon av Åsa Persson, forskningschef på Stockholm Environment Institute. Hermansson är även ledamot i Handelns ekonomiska råd sedan 2019.
Hon är sedan 2015 styrelseledamot i HUI Research, Folksam Liv, sedan 2016 i investmentbolaget Creades, och sedan 2021 i G Förvaltning AB, förvaltningsbolaget för Göran Gustafssons Stiftelser, och 2022 i Infostat AB. Hermansson var 2020–2022 ledamot av styrelsen för WaterAid Sweden. Sedan januari 2023 är hon ledamot i Entreprenörskapsforums styrelse. 
Hermansson invaldes 2016 till ledamot av Ingenjörsvetenskapsakademien, avdelningen ekonomi. Hon tog 2019 plats i akademiens presidium som en av fyra vice preses, en position hon lämnade i december 2021.